# Saint-Julien-d'Arpaon
Saint-Julien-d'Arpaon là một xã ở tỉnh Lozère trong vùng Occitanie, phía nam nước Pháp.